# Piteå Kammaropera
Piteå Kammaropera är en operaverksamhet med säte i Piteå.
Operan grundades 1997 och är en del av Norrbottensmusiken. Organisationen ingår i Norrlands Nätverk för Musikteater och Dans (NMD) för spridning av verksamheten i Norrland. Program- och planeringschef för Piteå Kammaropera är sedan 2021 Monica Danielson .